# 시드니 라니어
시드니 클롭턴 래니어 (1842년 2월 3일 – 1881년 9월 7일)는 미국의 음악가, 시인, 작가였다. 그는 남군에서 사병으로 복무했으며, 봉쇄 돌파선에서 일하다 투옥되어 결핵에 걸렸고, 교사로 일했으며, 음악 공연을 했던 호텔에서 일했고, 교회 오르가니스트로 일했으며, 변호사로도 일했다. 시인으로서 그는 때때로 방언을 사용했다. 그의 시들 중 다수는 고상하지만 종종 고풍스러운 미국 영어로 쓰여졌다. 그는 플루트 연주자가 되어 출판사에 시를 팔았다. 그는 결국 볼티모어의 존스 홉킨스 대학교에서 문학 교수가 되었으며, 음악적 박자를 시에 적용한 것으로 유명하다. 많은 학교, 다른 건물들, 그리고 두 개의 호수가 그의 이름을 따서 명명되었고, 그는 남부에서 "남부연합의 시인"으로 칭송받게 되었다. 1972년 미국 우표는 그를 "미국 시인"으로 기렸다.

## 생애
시드니 클롭턴 래니어는 1842년 2월 3일 조지아주 메이컨에서 로버트 샘슨 래니어와 메리 제인 앤더슨 사이에서 태어났다. 그의 아버지 쪽으로는 프랑스 위그노의 후손이었다. 그의 가운데 이름 "클롭턴"은 그의 아버지의 옛 학급 친구였던 데이비드 클롭턴을 기리는 것이었다. 그는 어린 나이에 플루트를 연주하기 시작했으며, 그 악기에 대한 그의 사랑은 평생 이어졌다. 그는 당시 밀레지빌 (조지아주) 근처에 있던 오글소프 대학교에 다녔으며, 시그마 알파 엡실론 형제회 회원이었다. 그는 남북 전쟁 발발 직전 학급 수석으로 졸업했다. 그는 다음 해에 오글소프로 튜터로 돌아와, 학교의 지휘자였던 뉴욕 출신 밀턴 할로우 노스루프와 친구가 되었다.
전쟁 중 그는 아메리카 연합국 통신대에서 주로 버지니아주의 타이드워터 지역에서 복무했다. 나중에 그와 그의 형 클리포드는 영국 봉쇄 돌파선의 조종사로 복무했으며, 래니어의 배인 루시는 1864년 11월 3일 USS 산티아고 데 쿠바에 의해 나포되었다. 그는 메릴랜드주 포인트 룩아웃의 군사 감옥에 수감되었고, 그곳에서 결핵에 걸렸다. (당시에는 일반적으로 "소모병"으로 알려짐). 그는 이 병으로 인해 남은 평생 동안 심하게 고통받았다. 당시에는 불치병이었고 대개 치명적이었다.

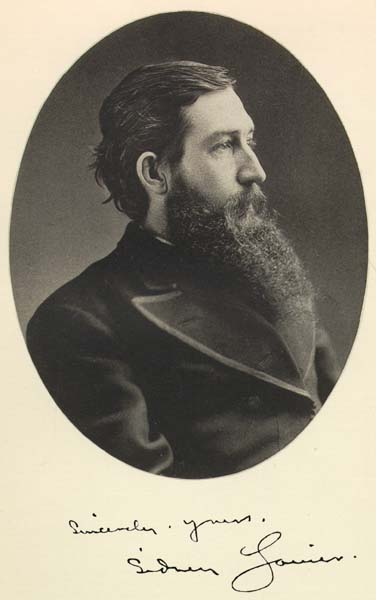
시드니 래니어

전쟁 직후 그는 잠시 교사로 일했고, 그 후 몽고메리 (앨러배마주)로 이주하여 익스체인지 호텔(그의 할아버지가 부분적으로 소유한 호텔; 그의 형 클리포드도 그곳에서 일했으며 전쟁 후 부분 소유주가 되었다)의 야간 접수원으로 일했으며, 음악가로도 공연했다. 그는 근처 프랫빌의 제일장로교회에서 상임 오르가니스트였다. 그는 앨라배마에 있는 동안 유일한 소설인 『타이거 릴리스』(1867)를 썼다.
이 소설은 부분적으로 자전적이었으며, 1860년에 녹스빌 근처 할아버지의 몬트베일 스프링스 리조트 호텔에 머물렀던 일을 묘사하고 있다. 1867년 그는 몽고메리 바로 북쪽에 있는 작은 마을인 프랫빌로 이주하여 작은 학교에서 가르쳤다. 그는 1867년에 메이컨의 메리 데이와 결혼했고 고향으로 돌아와 아버지의 법률 사무실에서 일하기 시작했다.
조지아주 변호사 시험에 합격한 후, 래니어는 몇 년간 변호사로 활동했다. 이 기간 동안 그는 미국 재건 시대 남부의 가난한 백인과 흑인 농부들에 대해 당시의 "크래커" 및 "니그로" 방언을 사용하여 몇 편의 덜 중요한 시를 썼다. 그는 결핵 치료법을 찾아 미국 남부 및 동부 지역을 광범위하게 여행했다.
텍사스주로의 한 여행 중에 그는 플루트에 대한 타고난 재능을 다시 발견했고 오케스트라에서 음악가로 취직하기를 바라며 북동부로 여행하기로 결심했다. 뉴욕, 필라델피아, 또는 보스턴에서 일자리를 찾지 못하자, 그는 조직 직후 볼티모어의 피바디 오케스트라에서 플루트를 연주하기로 계약했다. 그는 기보법을 독학으로 익혔고 빠르게 수석 플루트 연주자 자리로 올라섰다. 그는 그 종류의 새의 노래를 모방한 플루트 개인 작곡인 "블랙 버즈(Black Birds)"의 연주로 당대에 유명했다.
메리와 세 아들을 부양하기 위해 그는 잡지에 시를 쓰기도 했다. 그의 가장 유명한 시는 "옥수수(Corn)" (1875), "교향곡(The Symphony)" (1875), "백년의 명상(Centennial Meditation)" (1876), "채터후치강의 노래(The Song of the Chattahoochee)" (1877), "글린의 늪(The Marshes of Glynn)", (1878) "아침 노래(A Sunrise Song)" (1881), 그리고 "저녁 노래" (1884)였다. 이 시들은 일반적으로 그의 가장 위대한 작품으로 간주되며, 찰스 톰린슨 그리피스와 그레이스 W. 루트를 포함한 많은 작곡가들에 의해 음악으로 만들어졌다. "글린의 늪"과 "아침 노래"는 조지아 해안의 글린군의 광활하고 개방된 염습지를 묘사하는 "늪의 찬가"로 알려진 미완성 서정 자연 시집의 일부이다. (조지아에서 가장 긴 다리는 글린군에 있으며 래니어를 기려 이름이 지어졌다.)

### 말년
짧은 39년의 생애 후반에 그는 볼티모어의 존스 홉킨스 대학교에서 학생, 강사, 그리고 최종적으로는 교수진이 되어 영국 소설가, 셰익스피어, 엘리자베스 시대 소네트 작가, 초서, 그리고 고대 영어 시인들의 작품을 전문으로 다뤘다. 그는 『영국 시의 과학』(The Science of English Verse, 1880)이라는 책을 출판했는데, 이 책에서 그는 시의 음악적 기보와 박자 사이의 연관성을 탐구하는 새로운 이론을 발전시켰다. 1883년에는 『영국 소설과 그 발전 원리』(The English Novel and Its Principle of Development)라는 제목의 사후 강연집이 출판되었다.

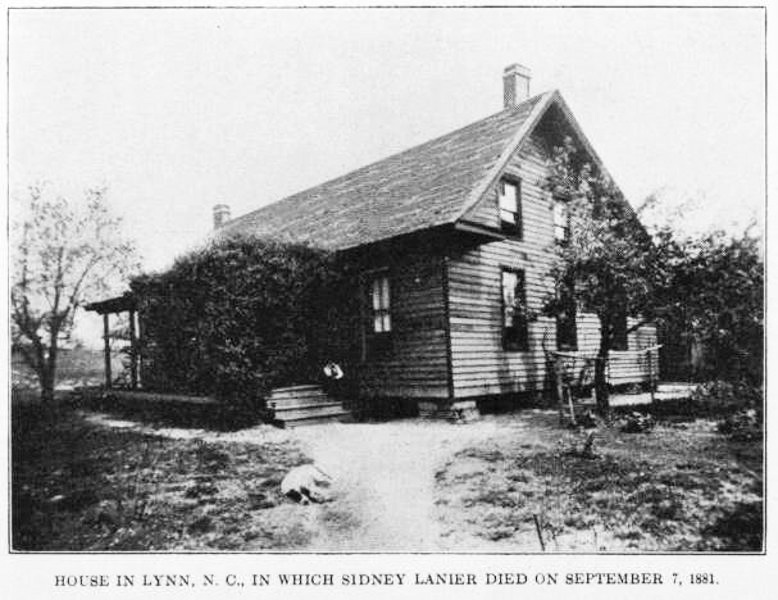
래니어가 사망한 집.

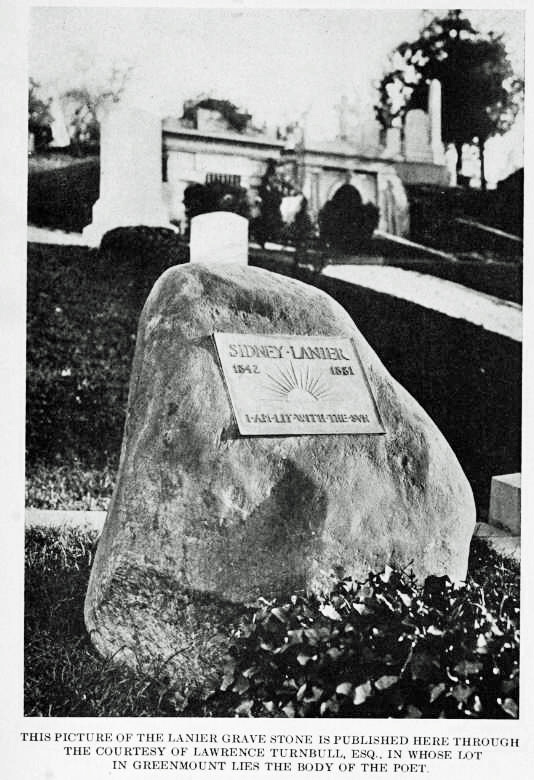
래니어의 기념비.

래니어는 1881년 9월 7일 린, 노스캐롤라이나 근처에서 가족과 함께 요양하던 중 결핵으로 인한 합병증으로 결국 사망했다. 향년 39세였다. 그는 볼티모어의 그린 마운트 묘지에 묻혔다.

## 문체와 문학 이론
음악적 기보와 시적 박자를 연결한 시인인 그는 C.K. 윌리엄스에 의해 "능숙한 운율 기법가"로 묘사되었다. 그는 로가오이드 운율로 쓰인 독특한 시풍을 발전시켰는데, 이는 고대 영어 시인들의 작품에 크게 영향을 받았다. 그는 "해미쉬의 복수(Revenge of Hamish)" (1878), "글린의 늪(The Marshes of Glynn)", "일출(Sunrise)"을 포함하여 그의 가장 위대한 시들 중 여러 편을 이 운율로 썼다. 래니어의 손에서 로가오이드 운율은 자유로운 형식의, 거의 산문적인 시풍으로 이어졌고, 이는 헨리 워즈워스 롱펠로, 베야드 테일러, 샬럿 쿠시먼, 그리고 당시의 다른 시인들과 비평가들에게 크게 칭송받았다. 거의 동시에 제라드 맨리 홉킨스가 발전시킨 "도약 운율"은 래니어의 기법과 표면적으로 유사하지만 어떤 영향도 보여주지 않으며 (그들이 서로를 알았거나 어느 한쪽이 다른 쪽의 작품을 읽었다는 증거는 없다).
래니어는 문학 및 음악 주제에 대한 에세이도 출판했다. 그는 찰스 스크리브너스 선즈에서 출판된, 당시 소년들에게 더 매력적인 현대화된 언어로 된 기사의 전투와 기사도에 관한 문학 작품들을 요약한 주목할 만한 네 권의 시리즈를 편집했다.
- 『소년들의 프루아사르』(The Boy's Froissart, 1879), 장 프루아사르의 『프루아사르 연대기』를 재구성한 것으로, 중세 "잉글랜드, 프랑스, 스페인 등"에서의 모험, 전투, 풍습을 이야기한다.[18]
- 『소년들의 아서왕』(The Boy's King Arthur, 1880), 토머스 맬러리 경의 아서왕과 원탁의 기사 전설을 집대성한 것을 기반으로 한다.[19]
- 『소년들의 마비노기온』(The Boy's Mabinogion, 1881), 초기 웨일스 아서왕 전설을 기반으로 하며, 헤르게스트의 적색서에 재수록되었다.[20]
- 『소년들의 퍼시』(The Boy's Percy, 1882년 사후 출판), 토머스 퍼시 주교의 『고대 영국 시의 유물』(Reliques of Ancient English Poetry)을 기반으로 한 전쟁, 모험, 사랑에 대한 옛 발라드로 구성된다.[21]

그는 또한 당시 널리 읽힌 두 권의 여행기, 『플로리다: 그 풍경, 기후, 역사』(Florida: Its Scenery, Climate and History, 1875)와 『인도 스케치』(Sketches of India, 1876)를 썼다 (비록 그는 인도를 방문한 적은 없지만).

## 유산 및 영예

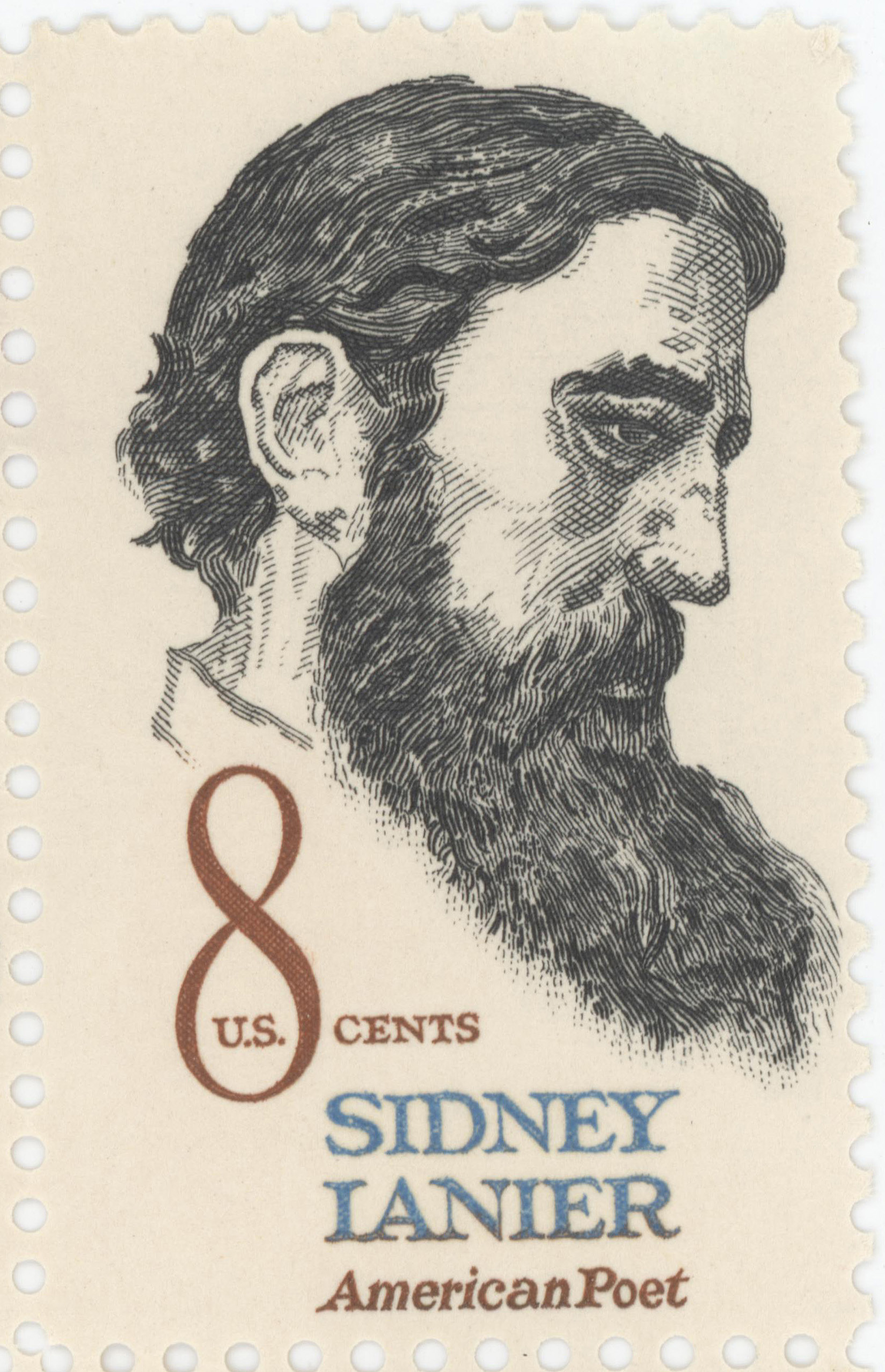
1972년 미국 우표, 시드니 래니어 – 미국 시인

메이컨 (조지아주)의 시드니 래니어 오두막은 미국 국립사적지에 등재되어 있다. 어거스타의 7번가와 8번가 사이에 위치한 정사각형 돌로 된 네 명의 남부 시인 기념비는 래니어를 조지아의 위대한 네 명의 시인 중 한 명으로 기리고 있는데, 이들 모두는 남군에 소속되어 있었다. 남동쪽 면에는 다음과 같은 비문이 새겨져 있다: "시드니 래니어 1842–1880에게. 지식에서 신을, 무한한 고통에서 선을, 맹목에서 시력을, 오점으로부터 순수함을 힘겹게 얻어낸 보편적인 사람." 기념비의 다른 시인들은 제임스 라이더 랜들, 프. 아브람 라이언, 그리고 폴 헤인이다.
볼티모어는 한스 K. 슐러가 제작하고 존스 홉킨스 대학교 캠퍼스에 위치한 크고 정교한 청동 및 화강암 조각 기념물로 래니어를 기렸다. 존스 홉킨스 기념물 외에도, 래니어는 나중에 더럼 (노스캐롤라이나주)의 듀크 대학교 캠퍼스에서도 기념되었다. 1930년에서 1935년 사이에 대학의 서부 캠퍼스에 상징적인 듀크 채플이 건설되면서, 래니어의 동상은 두 명의 저명한 남부인인 토머스 제퍼슨과 로버트 E. 리와 함께 포함되었다. 실제 살았던 39세보다 나이가 더 들어 보이는 이 동상은 예배당 현관으로 이어지는 포르티코의 오른쪽에 위치해 있다. 이는 듀크 신학대학원에서 가르치는 감리교 신학자 스탠리 하우어워스의 2010년 자서전 『한나의 아이』(Hannah's Child) 표지에 prominently featured되어 있다.
남부연합의 딸들은 래니어의 유산을 강화하기 위해 성공적으로 노력했다.
래니어의 시 "글린의 늪"은 1986년 영국 버밍엄의 에이드리언 볼트 홀 왕실 개장을 기념하기 위해 현대 영국 작곡가 앤드루 다운스가 만든 동명의 칸타타에 영감을 주었다.
피어스 앤서니는 그의 과학 소설 『매크로스코프』(1969)에서 래니어, 그의 삶, 그리고 그의 시를 사용했다. 그는 "글린의 늪"에서 인용했으며 소설 전체에 걸쳐 다른 언급들이 나타난다.
1980년 유고슬라비아 록 밴드 루타유차 스르차는 래니어의 "저녁 시" 가사를 세르보크로아티아어로 번안한 "Večernja pesma"라는 곡을 녹음했으며, 이 곡은 밴드에게 작은 히트곡이 되었다.
여러 단체가 시드니 래니어를 기려 이름이 지어졌다. 그 중에는 다음이 포함된다:

### 거주지
- 러니어군
- 시드니 래니어 애비뉴, 애선스 (조지아주)의 주거 거리
- 시드니 래니어 레인, 그리니치 (코네티컷주)의 주거 거리
- 래니어 애비뉴, 페이엣빌 (조지아주)
- 래니어 스트리트, 디케이터 (앨라배마주)의 주거 거리
- 래니어 헤이츠, 워싱턴 D.C.의 동네
- (간접적으로) USS 래니어, 이 군의 이름을 따서 명명됨.

### 수역
- 래니어 호, 조지아주 애틀랜타 북동쪽에서 미국 육군 공병대가 운영.
- 랜드럼 (사우스캐롤라이나주)의 래니어 호.

### 학교
- 시드니 래니어 고등학교 (몽고메리 (앨러배마주)) (몽고메리 카운티 교육위원회는 2024년에 학교 폐쇄를 결정함)
- 시드니 래니어 학교 (게인즈빌 (플로리다주))[27]
- 래니어 대학교, 단명한 대학교; 처음에는 침례교 소유였고, 그 다음에는 1년 동안 쿠 클럭스 클랜이 소유, 애틀랜타
- 시드니 래니어 빌딩 (이전 시드니 래니어 초등학교), 글린 아카데미, 브런즈윅 (조지아주) 캠퍼스
- 슈거 힐 (조지아주)의 래니어 중학교
- 슈거 힐 (조지아주)의 래니어 고등학교
- 게인즈빌 (조지아주)의 래니어 초등학교[28]
- 시드니 래니어 초등학교 (털사)
- 오스틴 (텍사스주)의 시드니 래니어 고등학교. 2019년 2월 후안 나바로 고등학교로 개명[29]
- 시드니 래니어 표현 예술 선봉 초등학교 (댈러스)
- 휴스턴 (텍사스주)의 래니어 중학교 (시드니 래니어 중학교로 90년 후 현재 밥 래니어 중학교)
- 샌안토니오 (텍사스주)의 래니어 고등학교
- 시드니 래니어 초등학교 (템파 (플로리다주))
- 래니어 기술 대학 (게인즈빌 (조지아주))
- 페어팩스 (버지니아주)의 캐서린 존슨 중학교는 2021년 존슨을 기려 개명되기 전 60년 동안 시드니 래니어 중학교로 불렸다.[30][31]
- 블런트 카운티 (테네시주)의 래니어 초등학교[32]

### 기타

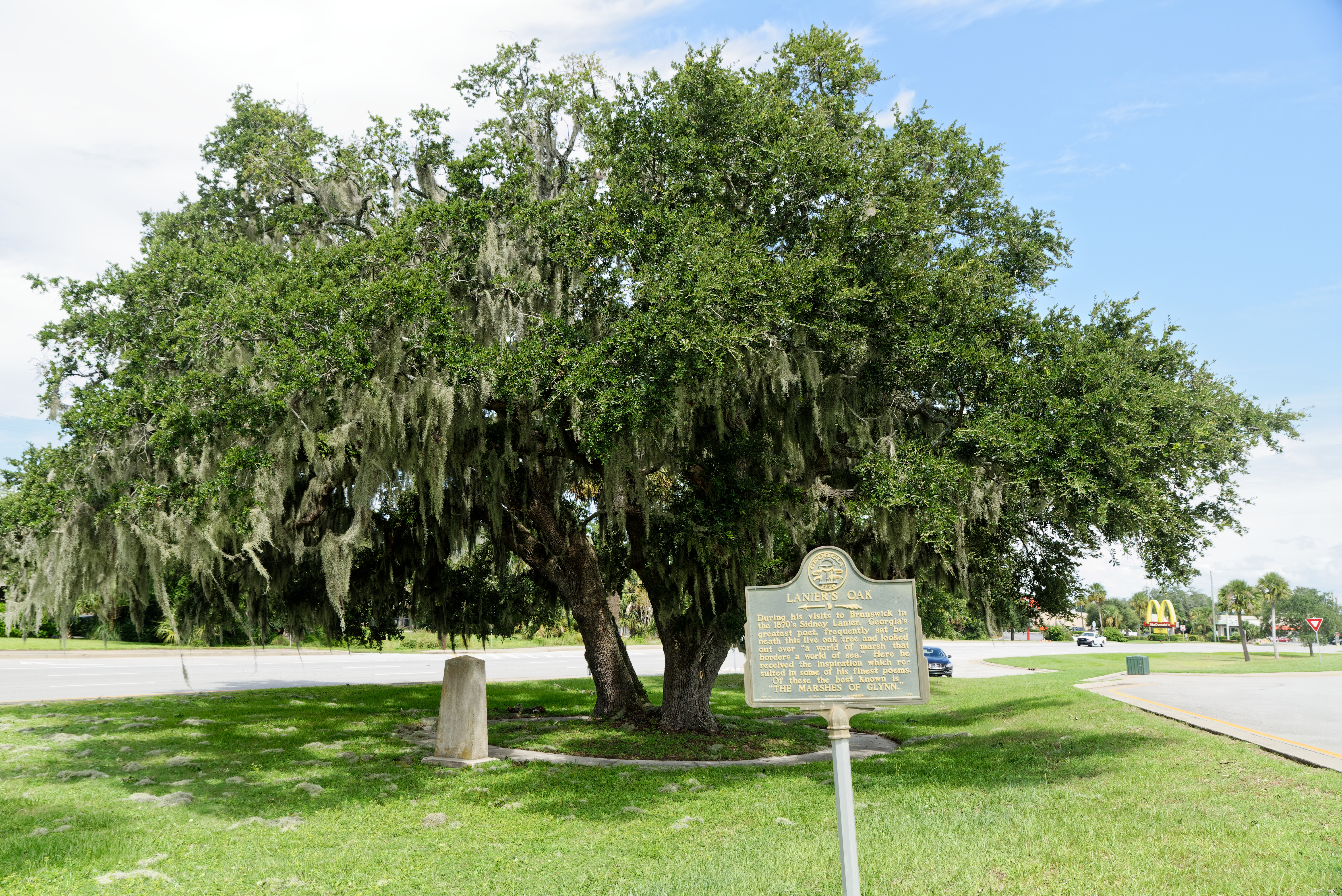
시드니 래니어는 이 참나무 아래 앉아 시 "글린의 늪"을 쓰는 영감을 얻었다.

- 시드니 래니어 오두막, 래니어의 생가, 메이컨 (조지아주)
- 시드니 래니어 교량, 브런즈윅 (조지아주)의 사우스 브런즈윅 강 위에 놓인 다리
- 시드니 래니어 기념비, 애틀랜타의 피드몬트 공원에 있는 기념비
- 래니어 오크, 브런즈윅 (조지아주)
- 래니어 도서관, 트라이온 (노스캐롤라이나주). 래니어의 아내 메리는 1890년 도서관 설립 시 그의 시집 두 권을 기증하여 소장품을 시작했다.
- 시드니 래니어 캠프, 엘리엇 (메인주).
- 시드니 래니어 대로, 덜루스 (조지아주)
- 히스토릭 메이컨 (조지아주)의 하우드 코티지에 있는 시드니 래니어 스위트
- 제2차 세계 대전 리버티선 틀:SS는 그를 기려 명명되었다.
- 1972년 미국 8센트 우표: "시드니 래니어 - 미국 시인"
- 캘리포니아 대학교 로스앤젤레스의 시드니 래니어 기념 장학금[33]
- 래니어 아일랜드, 글린군의 매케이 강.

## 참고 문헌
- De Bellis, Jack. Sidney Lanier, Poet of the Marshes, in Southern Literature Series. Atlanta, Ga.: Georgia Humanities Council, 1988. ISBN 0-8203-1319-X (assigned to the University of Georgia Press).
- Fish, Tallu. Sidney Lanier, America's Sweet Singer of Songs. Cynthiana, Ky.: Privately Printed ... [for distribution by] Betty Fish Smith, 1988. Without ISBN
- Fishburne, Charles C., junior. Sidney Lanier, Poet of the Marshes, Visits Cedar Keys [in] 1875. Cedar Key, Flor.: Sea Hawk Publications, 1986. Without ISBN
- Gabin, Jane S. A Living Minstrelsy: The Poetry and Music of Sidney Lanier. Macon, GA: Mercer University Press, 1985. ISBN 0-86554-155-8
- Lamar, May. Brother Sid. Montgomery, AL.: The Donnell Group, 2012. ISBN 0988416506.
- Starke, Aubrey Harrison. Sidney Lanier: A Biographical and Critical Study. Chapel Hill, NC:  The University of North Carolina Press, 1933.